# Burgstall Unternankau
Der Burgstall Unternankau ist eine abgegangene mittelalterliche Wasserburg nordwestlich des Ortsteiles Unternankau der Gemeinde Leuchtenberg in der Oberpfalz. Die Anlage wird als Bodendenkmal unter der Aktennummer  	D-3-6439-0020 im Bayernatlas als „mittelalterlicher Burgstall“ geführt. 

## Geografische Lage
Der Burgstall liegt rund 150 Meter nordwestlich des Ortsmittelpunktes von Unternankau im oberpfälzischen Landkreis Neustadt an der Waldnaab in Bayern. Der Teich hat die Ausmaße von 20 × 14 Metern.

## Geschichte
Die Wasserburg wird erstmals 1385 als Sitz des Sibot von Nankau erwähnt. Im 15. Jahrhundert werden hier die Ecker von Lichteneck genannt. 1521 verkauft Ulrich von Lichteneck das Gut an Landgraf Johann IV. von Leuchtenberg. Heute wird der Burgplatz teilweise von einem Teich eingenommen.